# آیک عمادی
اکیچکو پرنس عمادی (متولد ۲۶ نوامبر ۱۹۷۹)، صداپیشه‌ی نیجریه‌ای-آمریکایی است.
او برای صداپیشگی در بازی تأثیر فراگیر ۳ در نقش جاویک، در هیلو ۵: نگهبانان در نقش اسپارتان جیمسن لوک و در  بی‌عدالتی ۲ در نقش منفی کامیک‌های دی‌سی، اتراسیتییس شناخته می‌شود.
او همچنین موسس موپاک نیز می‌باشد.

## فیلم‌شناسی

### فیلم‌ها
| سال  | عنوان                                 | نقش            | توضیحات         |
| ---- | ------------------------------------- | -------------- | --------------- |
| ۲۰۲۰ | افسانه مورتال کامبت: انتقام اسکورپیون | جکس (صداپیشگی) | Direct-to-video |

1. ↑  Couch, Aaron (January 17, 2020). "Animated 'Mortal Kombat' Movie Sets Cast With Joel McHale, Jennifer Carpenter". hollywoodreporter.com. Retrieved January 17, 2020.